# Conseil départemental de la Somme
Le conseil départemental de la Somme est l'assemblée délibérante du département français de la Somme, collectivité territoriale décentralisée. Son siège se trouve à Amiens.

## Compétences
En France, le département est, en vertu de l'article 72 de la Constitution, une collectivité territoriale, c'est-à-dire une personne morale de droit public différente de l'État, investie d'une mission d'intérêt général concernant le département, compris en tant que territoire. À ce titre, elle possède une personnalité juridique, des compétences et une liberté d'administration.
Le département exerce les compétences qui sont déterminées par le code général des collectivités territoriales.
Cette collectivité territoriale est administrée par son assemblée délibérante, dénommée depuis 2015 le conseil départemental. L'assemblée départementale élit son président et ses vice-présidents, ainsi que la commission permanente, désignée au scrutin proportionnel à la plus forte moyenne, qui disposent de pouvoirs propres ou délégués par le conseil départemental. Celui-ci prend par ses délibérations l'ensemble des autres décisions concernant la collectivité territoriale, et notamment détermine ses politiques publiques, vote son budget et les taux des impôts qu'elle perçoit.
Les compétences du département sont définies par le code général des collectivités territoriales et sont essentiellement la mise en œuvre de « toute aide ou action relative à la prévention ou à la prise en charge des situations de fragilité, au développement social, à l'accueil des jeunes enfants et à l'autonomie des personnes. Il est également compétent pour faciliter l'accès aux droits et aux services des publics dont il a la charge.
Il a compétence pour promouvoir les solidarités et la cohésion territoriale sur le territoire départemental, dans le respect de l'intégrité, de l'autonomie et des attributions des régions et des communes »
Les politiques publiques du département concernent notamment les politiques publiques suivantes :  l’insertion sociale, la voirie, l’environnement, le tourisme, l’éducation et l’équipement des communes.

## Organisation

### Assemblée départementale
Le conseil départemental de la Somme est composée de 46 conseillers départementaux, représentant chacun leur canton. Le dernier renouvellement du conseil départemental a eu lieu en mars 2015 et a concerné les 23 cantons.
La présidente du conseil départemental, est depuis décembre 2024, Christelle Hiver (DVD) après la démission de Stéphane Haussoulier (DVD).
| Parti                                | Sigle | Sigle | Élus | Groupe                               |
| ------------------------------------ | ----- | ----- | ---- | ------------------------------------ |
| Majorité (27 sièges)                 |       |       |      |                                      |
| Union des démocrates et indépendants |       | UDI   | 10   | Unis pour la Somme                   |
| Divers droite                        |       | DVD   | 7    | Unis pour la Somme                   |
| Les Républicains                     |       | LR    | 2    | Unis pour la Somme                   |
| La République en marche              |       | LREM  | 2    | Unis pour la Somme                   |
| Les Centristes                       |       | LC    | 1    | Unis pour la Somme                   |
| Divers droite                        |       | DVD   | 3    | Somme droite, centre et indépendants |
| Les Républicains                     |       | LR    | 2    | Somme droite, centre et indépendants |
| Opposition (18 sièges)               |       |       |      |                                      |
| Parti socialiste                     |       | PS    | 7    | La Somme en commun                   |
| Divers gauche                        |       | DVG   | 2    | La Somme en commun                   |
| Parti communiste français            |       | PCF   | 5    | Gauche démocrate républicaine        |
| Divers gauche                        |       | DVG   | 2    | Avenir solidaire et durable          |
| Europe Écologie Les Verts            |       | EÉLV  | 1    | Avenir solidaire et durable          |
| Non-inscrit (2 sièges)               |       |       |      |                                      |
| Divers centre                        |       | DVC   | 1    |                                      |
| Divers gauche                        |       | DVG   | 1    |                                      |
| Présidente du Conseil départemental  |       |       |      |                                      |
| Christelle Hiver (DVD)               |       |       |      |                                      |

### Commission permanente
« Dans l’intervalle des sessions publiques de l’assemblée délibérante, la commission permanente composée du président, des vice-présidents et, dans la Somme, de l’ensemble des autres membres du conseil départemental, prend de nombreuses décisions. Cette commission permanente, qui tient ses pouvoirs de l’assemblée délibérante, gère les affaires que lui a déléguées le Conseil départemental. Ses séances ne sont pas publiques »
La commission permanente est élue par l'assemblée départementale.
Les vice-présidents élus en décembre 2024 sont :
1. Isabelle de Waziers, conseillère départementale de Poix-de-Picardie, chargée des finances et de l'Europe ;
2. Olivier Jardé, conseiller départemental d'Amiens-7, chargé de la prévention, de la protection de l’enfance, de la famille et de la santé ;
3. Margaux Delétré, conseillère départementale d'Amiens-7, chargée de la culture, du patrimoine et du sport ;
4. Franck Beauvarlet, conseiller départemental d'Albert, chargé des espaces naturels et de la transition écologique ;
5. Brigitte Lhomme, conseillère départementale d'Ailly-sur-Noye, chargée des projets structurants ;
6. Hubert de Jenlis, conseiller départemental d'Amiens-6, chargé des infrastructures, des mobilités et des bâtiments ;
7. Françoise Ragueneau, conseillère départementale de Ham, chargée de l’autonomie, du grand âge et du handicap ;
8. Pascal Bohin, conseiller départemental d'Ailly-sur-Noye, chargé de l’aménagement du territoire et de l'agriculture ;
9. Sabrina Holleville-Milhat, conseillère départementale d'Abbeville-2, chargée du tourisme et de l'attractivité ;
10. Jean-Michel Bouchy, conseiller départemental de Corbie, chargé de l’insertion, du retour à l’emploi, du logement et de l’habitat ;
11. Virginie Caron-Decroix, conseillère départementale d'Albert, chargée des collèges et de la réussite éducative ;
12. Guillaume Duflos, conseiller départemental d'Amiens-5, chargé de la jeunesse, de l'égalité et de la citoyenneté ;
13. Sabine Carton, conseillère départementale de Corbie, chargée des ressources humaines.

L'exécutif départemental est complété par la présence d'un conseiller départemental délégué :
1. Emmanuel Noiret, conseiller départemental de Friville-Escarbotin, chargé de l'agriculture, de l'alimentation, de la stratégie littorale et de la ressource en eau.

### Commissions consultatives
Chaque conseiller départemental est en outre membre d'une des six commissions thématiques dans lesquelles il procède aux examens préliminaires des dossiers qui seront ensuite soumis au vote de l'ensemble des conseillers de l'assemblée départementale. Ces commissions sont :

## Liste des présidents successifs
- Armand Alexandre Joseph Adrien de Caulaincourt : 1866-1868
- Louis-Lucien Klotz : 1920-1928

| Période                            | Période                      | Identité                     | Étiquette                    | Étiquette                    | Qualité |
| Président du conseil général       | Président du conseil général | Président du conseil général | Président du conseil général | Président du conseil général | Président du conseil général |
| ---------------------------------- | ---------------------------- | ---------------------------- | ---------------------------- | ---------------------------- | --- |
| 1945                               | 1973                         | Max Lejeune                  |                              | SFIO puis REF                | Maire d'Abbeville |
| 1973                               | 1988                         | Max Lejeune                  |                              | PSD                          | Maire d'Abbeville |
| 1988                               | 2000                         | Fernand Demilly              |                              | UDF-PSD                      | Maire d'Albert Sénateur |
| 2001                               | 2002                         | Alain Gest                   |                              | UDF                          | Député |
| 2002                               | 2004                         | Alain Gest                   |                              | UMP                          | Député |
| 2004                               | 2008                         | Daniel Dubois                |                              | UDF                          | Ancien maire d’Oneux Sénateur |
| 2008                               | 2015                         | Christian Manable            |                              | PS                           | Conseiller général de Villers-Bocage Sénateur |
| Président du conseil départemental |                              |                              |                              |                              | |
| 2015                               | 2020                         | Laurent Somon                |                              | UMP → LR                     | Maire de Bernaville (2001 → 2015) Conseiller général de Bernaville (2001 → 2015) Conseiller départemental de Doullens (2015 → ) Président de la CC du Territoire Nord Picardie (2008 → 2020) Démissionnaire après son élection comme sénateur de la Somme |
| 2020,                              | 2024                         | Stéphane Haussoulier         |                              | DVD                          | Maire de Saint-Valery-sur-Somme (2001 → 2020) Conseiller départemental d'Abbeville-2 (2015 → ) |
| 2024                               | en cours                     | Christelle Hiver             |                              | DVD                          | Conseillère municipale de Doullens (2001 → ) Maire de Doullens (2020 → 2024) Conseillère départementale de Doullens (2015 → ) Présidente de la CC du Territoire Nord Picardie (2020 → )                                                                   |

## Identité visuelle

Logotype de la Somme (conseil général) de 2003 à 2015.
Logotype de la Somme (conseil départemental) depuis 2015.